# Балаклавська вулиця (Сімферополь)
Балаклавська вулиця (крим. Balıqlava soqağı) — вулиця в Сімферополі, в Центральному районі міста. Названа на честь колишнього міста, а зараз житлового масиву Севастополя Балаклава.

## Опис
Загальна протяжність вулиці становить 3.0 км.
Пролягає від перехрестя з вулицею Кримських партизан до кінця мікрорайону Пневматика.
Прилягають вулиці Громадянська, Зенітна, Російська, провулки Російський та Горіховий.
На вулиці знаходяться Балаклавський ринок, школа № 36, ВАТ «Пневматика».
Транспорт: автобуси 5, 6, 62 та 96, тролейбус 7.

## Історія
Вулиця виникла після Другої світової війни на місті колишнього міського іподрому в Робітничому селищі.
У 1970-ті роки вела до місця побудови заводу «Пневматика».
У 1987 році, з початком будівництва мікрорайону Пневматика для працівників заводу, стала головною вулицею нового мікрорайону.
У 2006 році через відмову місцевої проросійської влади видавати ділянки для будівництва кримським татарам, що повернулися з депортації, наприкінці вулиці на землі, що раніше належала Міністерству оборони України, з'явилося незаконне селище Яни Кирим, де було побудовано близько двох десятків будинків і квартальна мечеть. Сімферопольська міськрада передала спірну ділянку землі в оренду низці комерційних структур. У січні й листопаді 2007 року на вулиці Балаклавській відбулися зіткнення між учасниками «галявин протесту» і представниками фірми-забудовника.
У 2010-х роках на розі з вулицею Російською почали будували житловий комплекс «Місто Мира».
21 липня 2023 року на вулиці стався вибух і почалась пожежа неподалік від вузла зв'язку окупаційних ЗС РФ.

## Рекомендована література
- Поляков В. Е. Улицы Симферополя. — Симферополь: Таврида, 1994.
- В. А. Широков «Симферополь. Улицы и дома рассказывают: История Симферополя».